# ナガバコバンモチ
ナガバコバンモチ（学名：Elaeocarpus multiflorus）は、ホルトノキ科に分類される常緑高木の一種。

## 特徴
常緑性の高木。葉は互生で枝の先に集まって付き、葉柄は長さ2-4cmあり、その先端、つまり葉身につながる部分がやや膨らんでいる。葉身は倒卵状楕円形で、先端は鋭く尖るか鈍く尖り、基部は狭まる。長さ6-12cm、幅3-6cmで葉の縁には背の低い尖らない鋸歯がまばらに並び、両面共に無毛。側脈は9-11対で、細脈を含め裏面に突き出し、また脈の分岐部に水かき様の構造が見られる（ダニ室？）。
花は両性で多数の花をつけた総状花序となる。花序は前年の枝の葉腋から出て長さ5-9cm。花柄は長さ5-10mm、白い絹毛を密生している。萼片は5個、狭披針形で先端は鋭く尖って長さ5-6mm。白い絹毛が多い。花弁も5枚で広倒披針形、長さは6mmで先端は少し狭くなって2-3個の小さな突起があり、外面に絹毛が多い。おしべは多数あって長さ4mm、葯は線形で長さ2.5-3mm、先端部から中央部まで縦に口を開く。なお花弁は雄蘂よりやや短く、花糸は葯より短い。核果は楕円形で長さ1.5cmになり、青く熟する。

## 分布
台湾とフィリピンにあり、日本では八重山の石垣島と西表島からのみ知られる。

## 類似種
ホルトノキ属には世界に200種があるが、日本には4種のみ知られる。そのうちでホルトノキ E. sylvestris は葉が細長くて葉柄が短く、見かけはかなり異なる。コバンモチ L. japonicus は本種に比較的よく似ているが葉がやや長くて側脈の数が少なく（4-7対）、果実が小さいなどの違いがある。またこの種は雌雄異株である。

## 保全状況評価
絶滅危惧IB類 (EN)（環境省レッドリスト）
2007年までの環境省レッドリストでは準絶滅危惧に指定されていたが、2012年には絶滅危惧IB類に引き上げられた。